# شهرستان ناکس (مین)
شهرستان ناکس واقع در ایالت مین است. جمعیت این شهرستان بر اساس سرشماری سال ۲۰۱۰ آمریکا ۳۹۷۳۶ نفر گزارش شده‌است. مرکز شهرستان یورک شهر راکلند است.این شهرستان در تاریخ ۱ آوریل ۱۸۰۶ از بخش‌هایی از شهرستان والدو و شهرستان لینکلن تشکیل شده و آخرین شهرستانی است که در مین پایه‌گذاری شده‌است. نام این شهرستان از نام هنری ناکس، وزیر جنگ ایالات متحده در جریان انقلاب آمریکا گرفته شده که از سال ۱۷۹۵ تا زمان فوتش در ۱۸۰۶ در این شهرستان می زیسته است.